# Erdgewächshaus

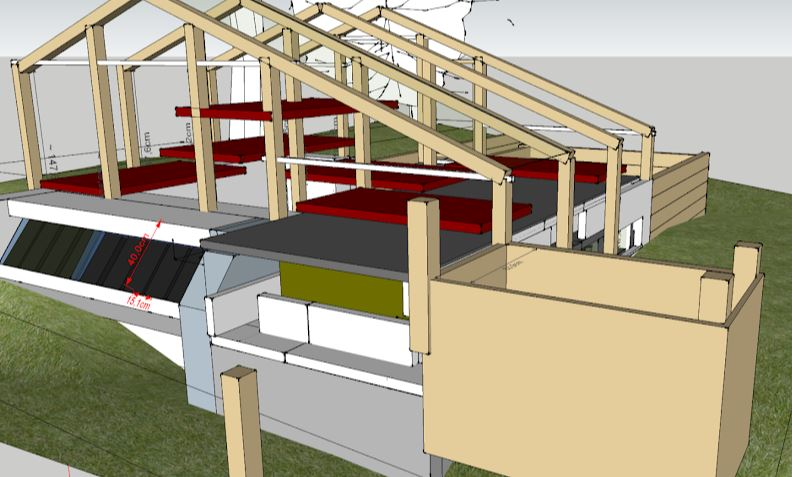
Konstruktionsskizze eines Erdgewächshauses

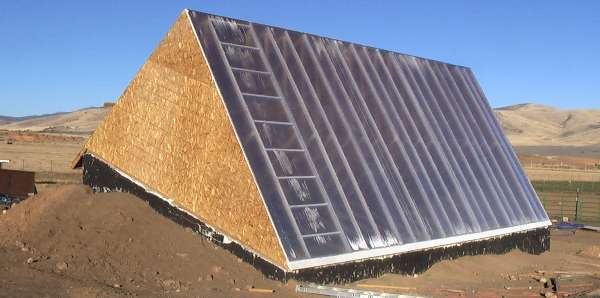
Ein Erdgewächshaus in Utah

Ein Erdgewächshaus (auch: „Walipini“) ist ein Gewächshaus zum Anbau von Obst und Gemüse oder zum Überwintern von frostempfindlichen Pflanzen, dessen Unterbau ca. 1–1,50 m tief in den Erdboden reicht, vergleichbar etwa einem historischen Grubenhaus.

## Aufbau
Der obere Teil einer solchen Einrichtung besteht, wie bei den klassischen Gewächshäusern, aus einer schrägen dachartigen Bedeckung aus Glas, transparenten Folien oder Kunststoffplatten, welche tagsüber durch die Sonneneinstrahlung zu einer (passivsolaren) Erwärmung des Innenraums führt.
Der Unterbau nutzt die höheren Temperaturen des Bodens von durchschnittlich 8 °C im Winter gegenüber der durchschnittlich kälteren Lufttemperatur in Bodennähe, entsprechend der Frosteindringtiefe von durchschnittlich 80 cm für Deutschland. 

## Funktion
Geothermisch bedingt herrschen trotz der geringen Tiefe im Erdboden noch relativ moderate Temperaturen. Diese Geothermie ist bis etwa 10 m Tiefe vorwiegend gespeicherte Solarenergie, die im Sommer durch Niederschläge eingebracht wird und bis zum Frost ebenso zum Teil ausgewaschen wird. Je nach Zusammensetzung und Erdfeuchte des Erdreichs variieren dessen Wärmeleitfähigkeit und Wärmespeicherkapazität. 
Trotz der Vorteile werden das Fundament (innen) und der Boden mit wurzelfesten Materialien (Platten oder Glasschaumschotter) wärmegedämmt, um den Wärmeabfluss nach außen zu minimieren. 
Bei einigen Erdgewächshäusern konnten bei tiefen  äußeren Minustemperaturen (um die −15 °C) im Innenbereich doch immer noch knapp 2 °C Lufttemperatur gemessen werden.
Zusätzlich kann die Klimatisierung und Wärmepufferung des Erdgewächshauses noch durch am Boden eingestellte gefüllte Wassertanks unterstützt werden, hierbei wäre als weitere Option sogar eine Temperierung dieser Behälter mittels Solarenergienutzung vorstellbar.
Die Einrichtung eines Erdgewächshauses in kleinen Gärten ist zudem vorteilhaft, da es aufgrund der Absenkung gegenüber einer ebenerdigen Konstruktion optisch eher unauffällig positioniert werden kann.

## In der Kulturhistorie
Im Hamburger Stadtteil Othmarschen existiert ein Ende des 19. Jahrhunderts errichtetes Erdgewächshaus als opulentere Architektur (zweigeschossiger Ziegelbau mit Walmdach), das in der Liste der Kulturdenkmäler von Hamburg-Altona geführt wird. Im hannoverschen Stadtteil Herrenhausen wurden im Großen Garten drei erhaltene historische Erdgewächshäuser aus den 1830er Jahren in die Umgebung des Cafégartens integriert.

## Walipini

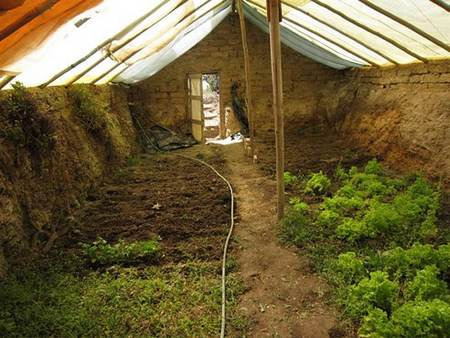
Das Innere eines Walipini

Eine spezielle Variante eines Erdgewächshauses ist das sogenannte Walipini. Walipinis waren ursprünglich mit Folie abgedeckte Gruben im Bergland von Bolivien, die den geringen Sonnenwinkel nahe am Äquator nutzen und zugleich Windschutz (siehe Windchill) boten. Der Name entstammt den Aymara-Sprachen.
Das Walipini-Prinzip ist nicht einfach auf Gegenden mit steileren winterlichen Sonnenwinkeln übertragbar, eher noch in Hanglagen mit Südausrichtung (bei echten Walipinis ragt keine Konstruktion in den Luftraum, somit findet weniger Abkühlung durch Wind statt).